# وانغ هاو (منافس ألعاب قوى)
وانغ هاو (بالصينية: 王浩) هو منافس ألعاب قوى صيني، ولد في 16 أغسطس 1989 في منغوليا الداخلية في الصين.

## وصلات خارجية
- وانغ هاو على موقع الاتحاد الدولي لألعاب القوى (الإنجليزية)
- وانغ هاو على موقع اللجنة الأولمبية الدولية (الإنجليزية)
- وانغ هاو على موقع أوليمبيديا (الإنجليزية)